# Lloydarsenal

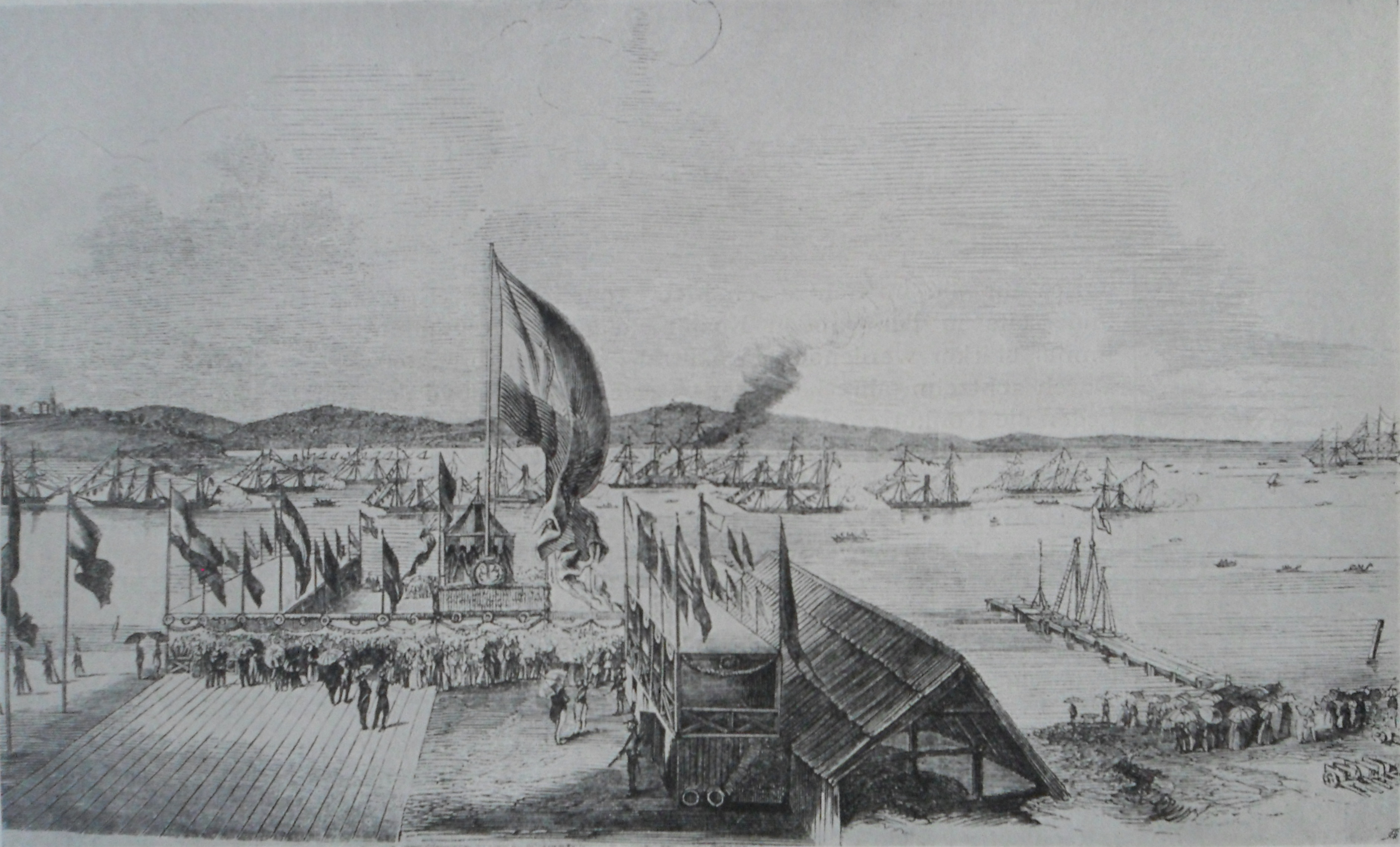
Grundsteinlegung vom 30. Mai 1853 (Holzstich, 235 × 145 mm, 1853)

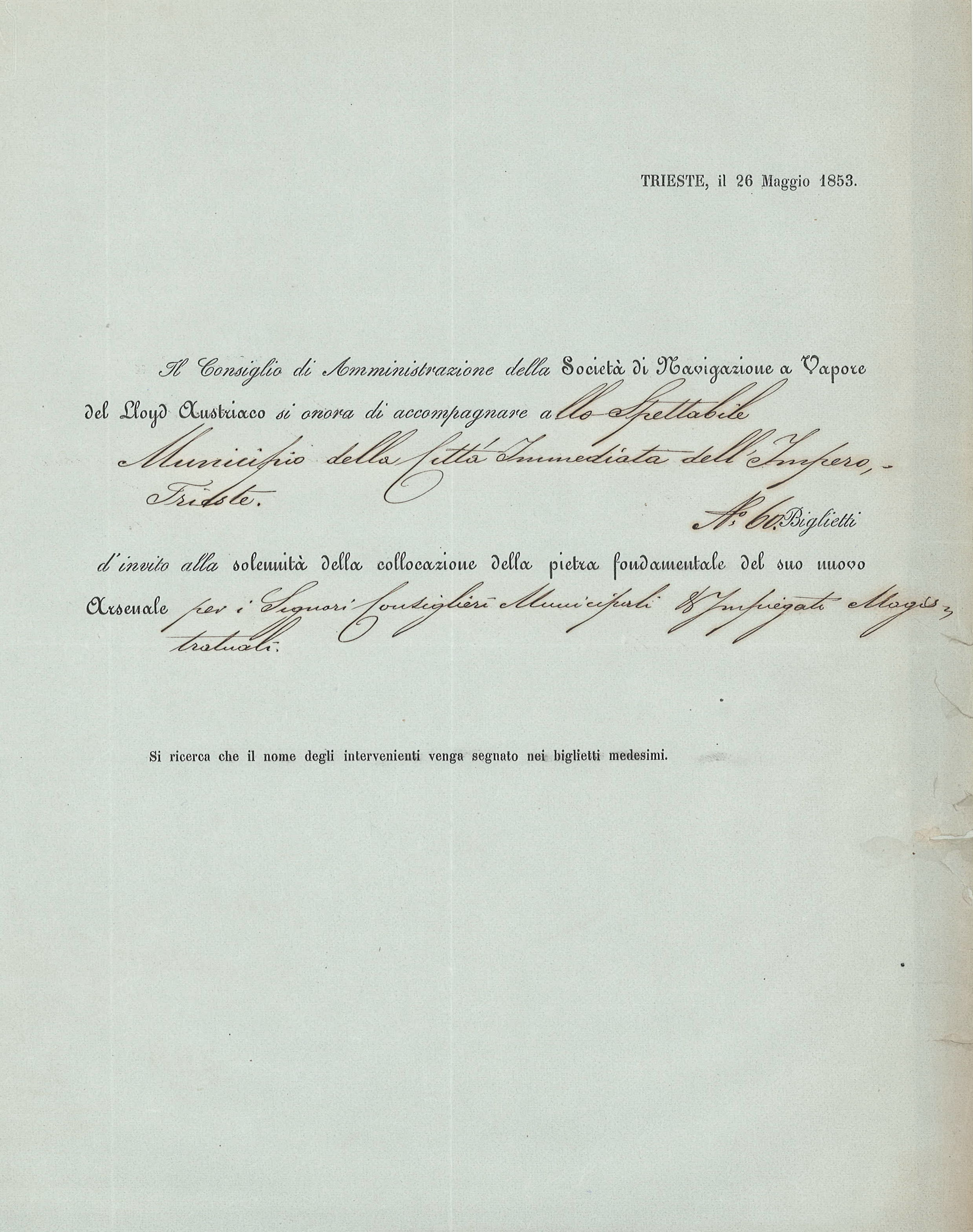
Einladung an die Triestiner Stadtverwaltung zur Grundsteinlegung

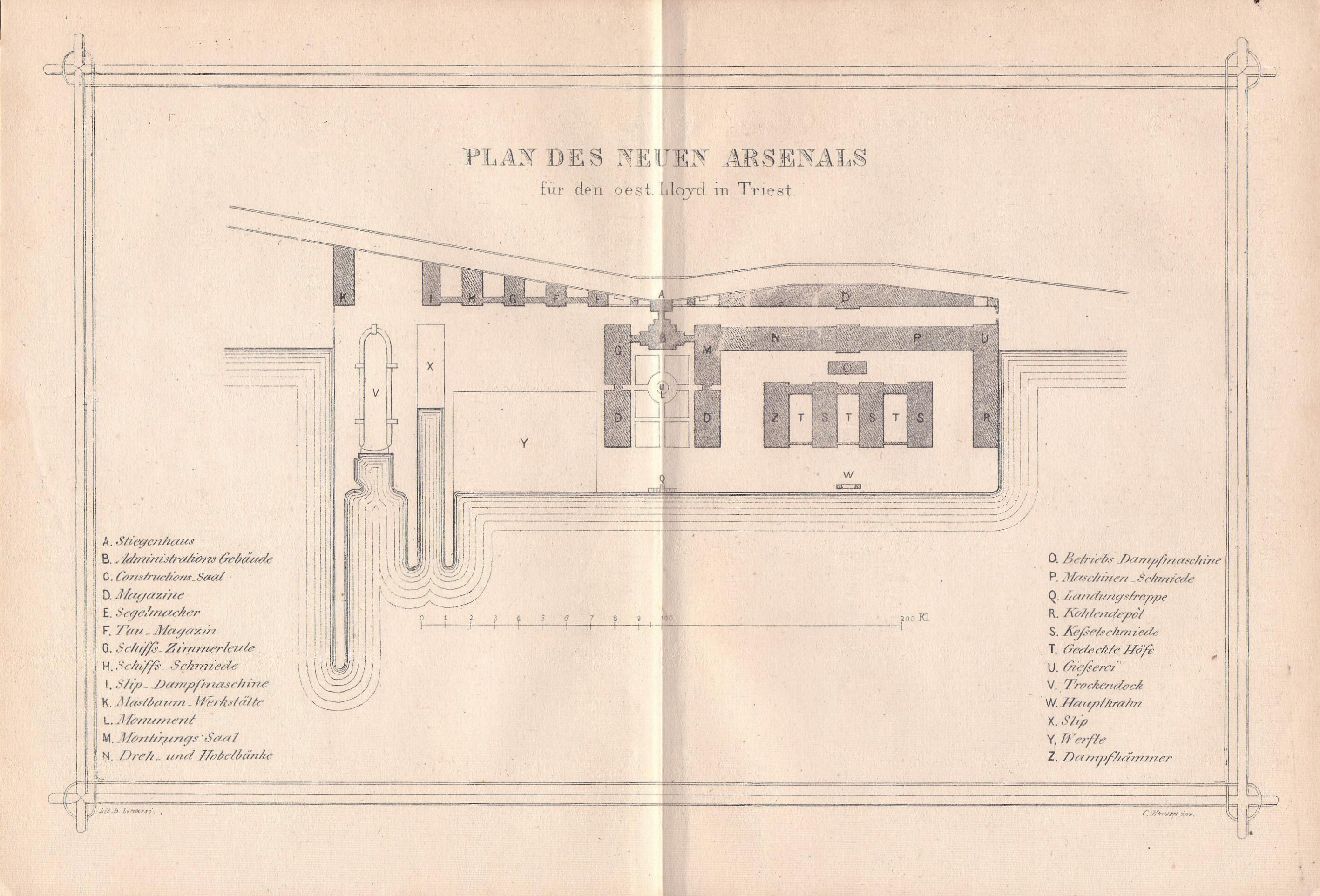
Grundriss des Lloydarsenals (Lloyd’s Reisehandbuch Triest (1857))

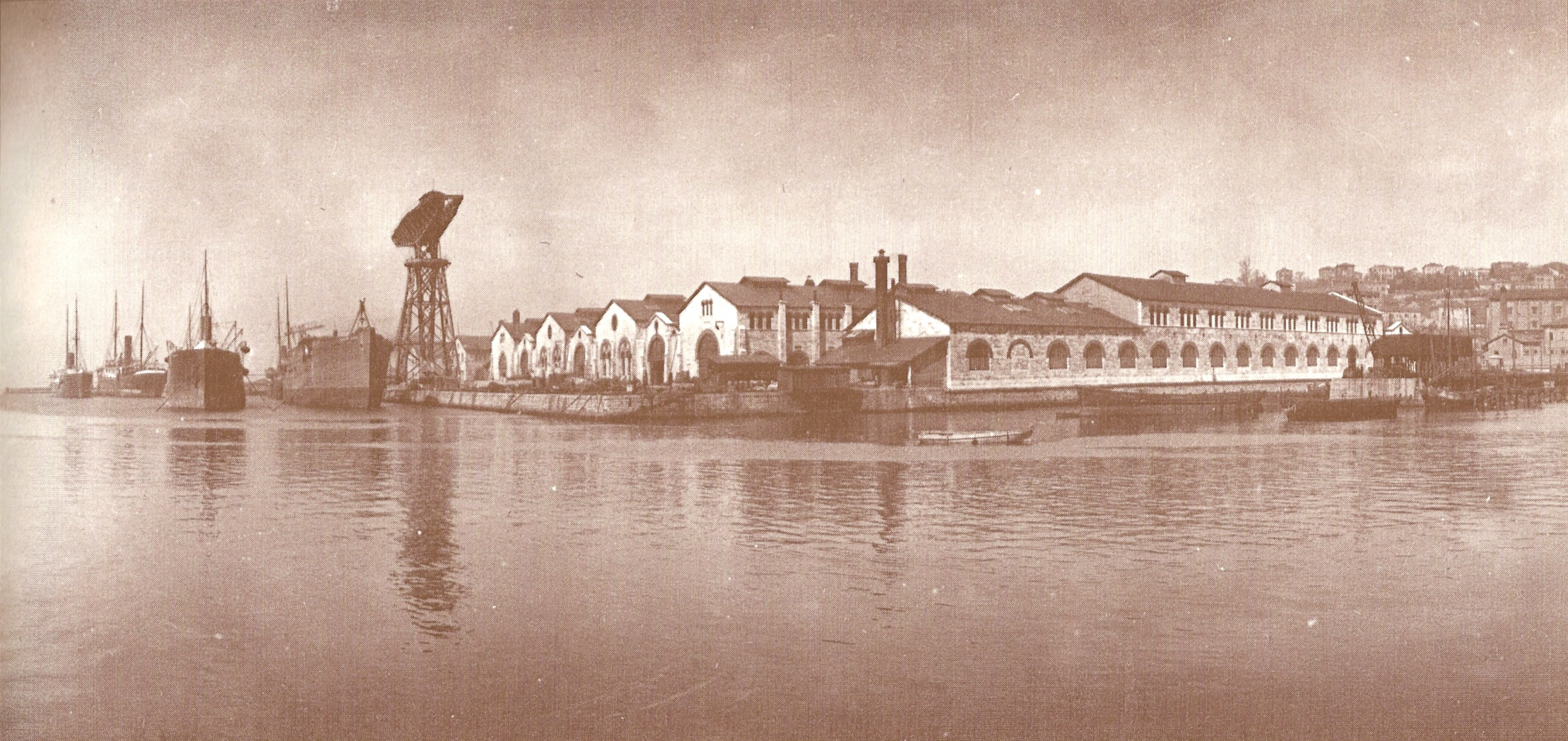
Werkhallen des Lloydarsenals von See aus gesehen (um 1900)

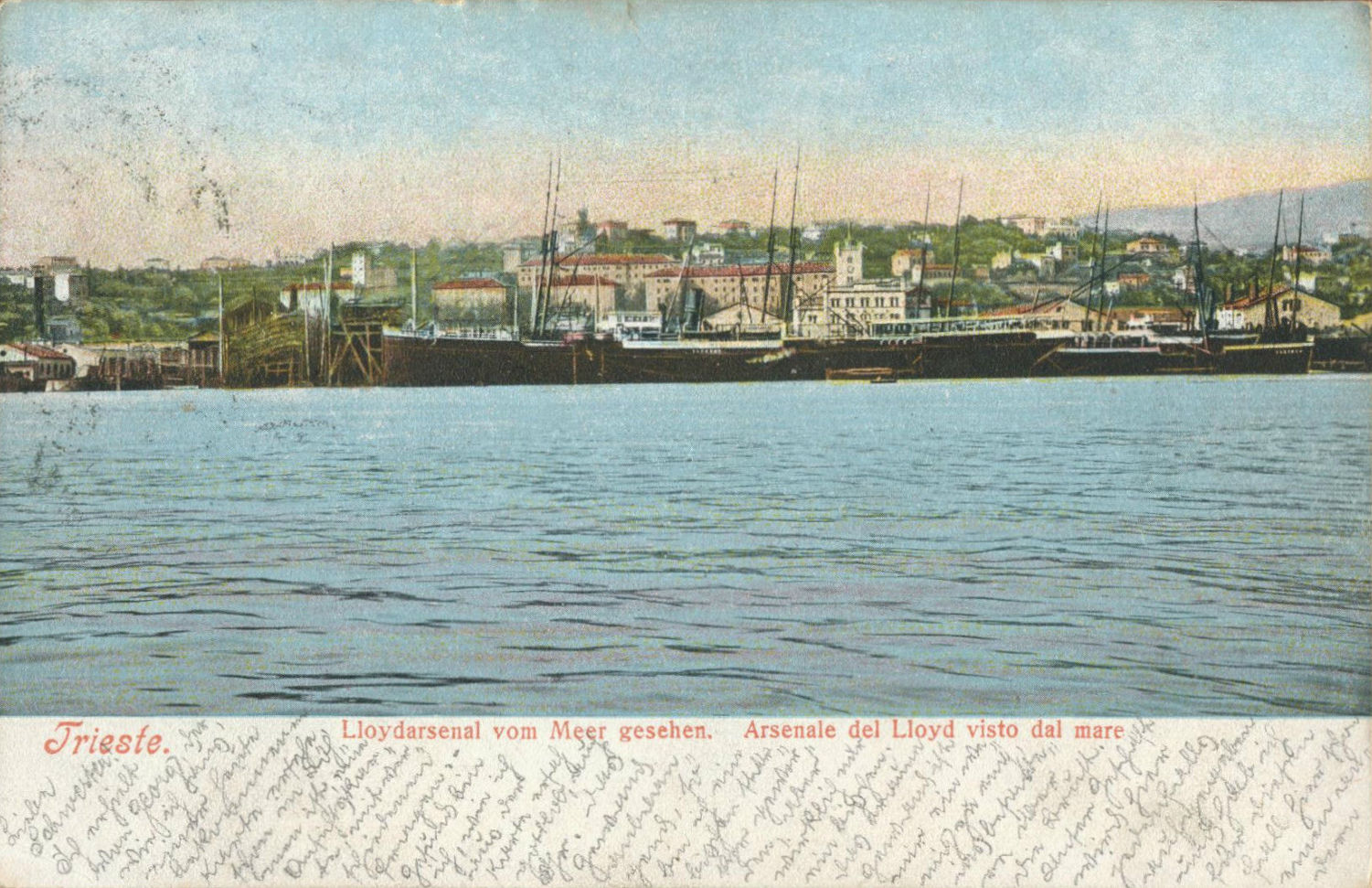
Lloydarsenal mit zu reparierenden Schiffen (Postkarte um 1905)

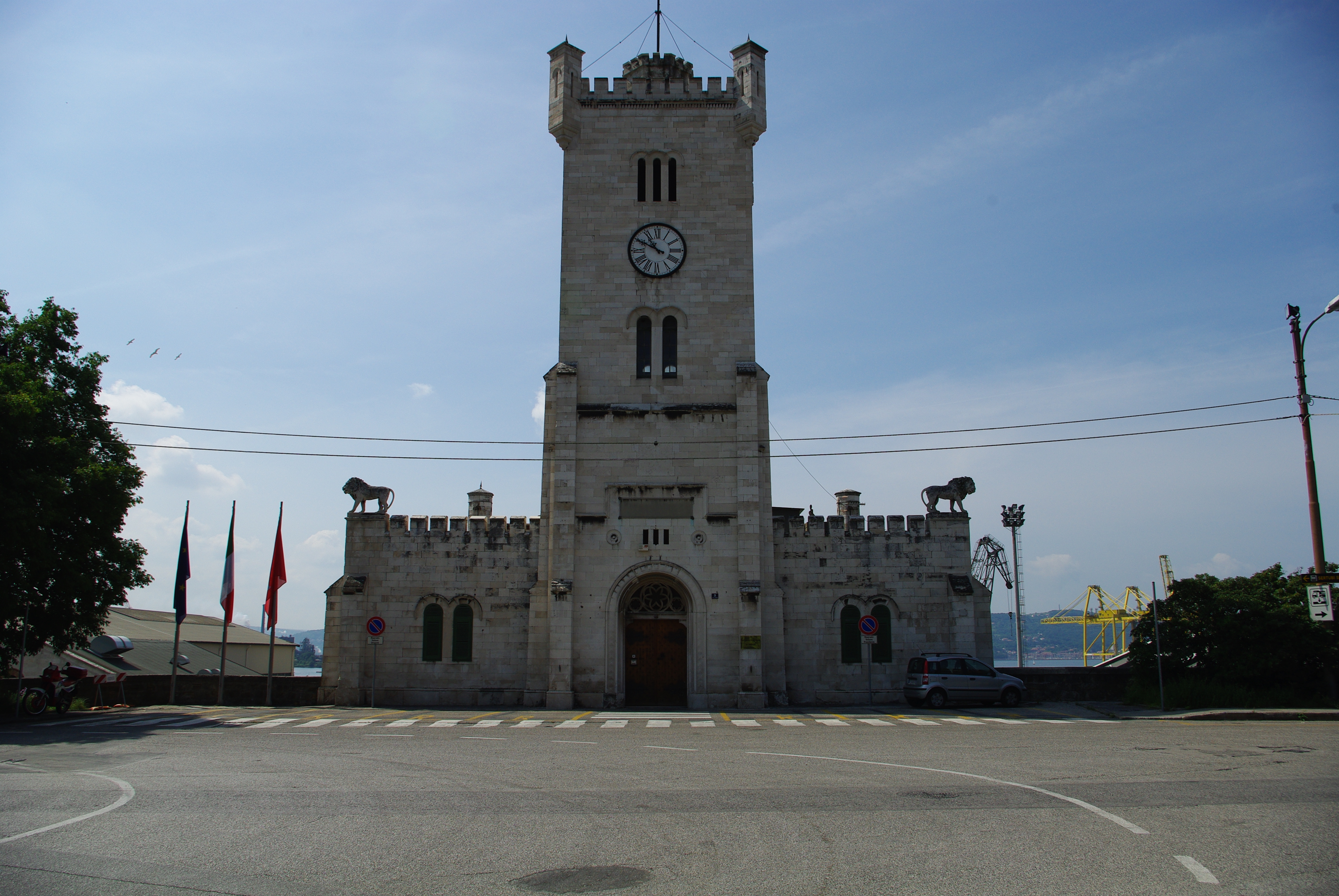
Haupteingang (heutiger Zustand, 2008)

Lloydarsenal (ital.: Arsenale Lloyd) war zunächst der Name der Triester Reparaturwerkstatt (Altes Lloydarsenal) und dann der Schiffswerft des Österreichischen Lloyd, die 1861 in Triest-Sant’Andrea eröffnet wurde.

## Geschichte
- Altes Lloydarsenal

Bereits im Dezember 1837 beschloss die erst 1836 gegründete Dampfschiffahrtsgesellschaft des Österreichischen Lloyd, für die Instandhaltung und Reparaturen ihrer Schiffe an ihrem Gesellschaftssitz Triest eine Werkstatt in einem Gebäude des alten Lazaretts (Lazaretto vecchio) einzurichten. Dieses wurde 1839 vergrößert und mit neuen Maschinen ausgestattet und bildete das erste Lloydarsenal. 1860 waren hier 800 Arbeiter unter der Leitung eines Oberingenieurs und von 14 Werkführern beschäftigt.
- Neues Lloydarsenal

Später entschied sich das Unternehmen, im Tal von Muggia an der Straße nach Servola eine große moderne Werft einzurichten, die neben Reparaturen auch den Bau neuer Schiffe aus Eisen, einschließlich deren Antriebsmaschinen, ausführen sollte. Das Projekt des auf einem Areal von 113.089 m² errichteten Lloydarsenals, dessen Name vom venezianischen Arsenal abgeleitet worden war, wurde von dem dänischen Architekten Hans Christian Hansen erstellt, der Entwurf der Wasserbauten stammte von Eduard Heider. Durch Aufschüttung wurde erforderlicher zusätzlicher Baugrund dem Meer abgerungen.
Die Grundsteinlegung erfolgte am 30. Mai 1853 durch Erzherzog Ferdinand Maximilian in Anwesenheit des Zivil- und Militärgouverneurs von Triest Franz Emil Lorenz Wimpffen, Karl Ludwig von Bruck hielt die Festrede in Italienisch. Zu dem Ereignis wurden zwei Medaillen geprägt, wovon eine die Namen der damaligen Direktoren des ÖL trägt: K.L. von Bruck, L.M. Brucker, E. Lutteroth und E. Morpurgo.
1861 wurde die Werft mit Baukosten von 6,5 Millionen Gulden - davon trug die Regierung 3 Millionen - fertig gestellt. Die Bedeutung des Lloydarsenals für die österreichische Monarchie belegen auch die mehrfachen Besuche Kaiser Franz Josef I. bereits in der Bauphase.

## Aufbau und Ausstattung, Gebäude

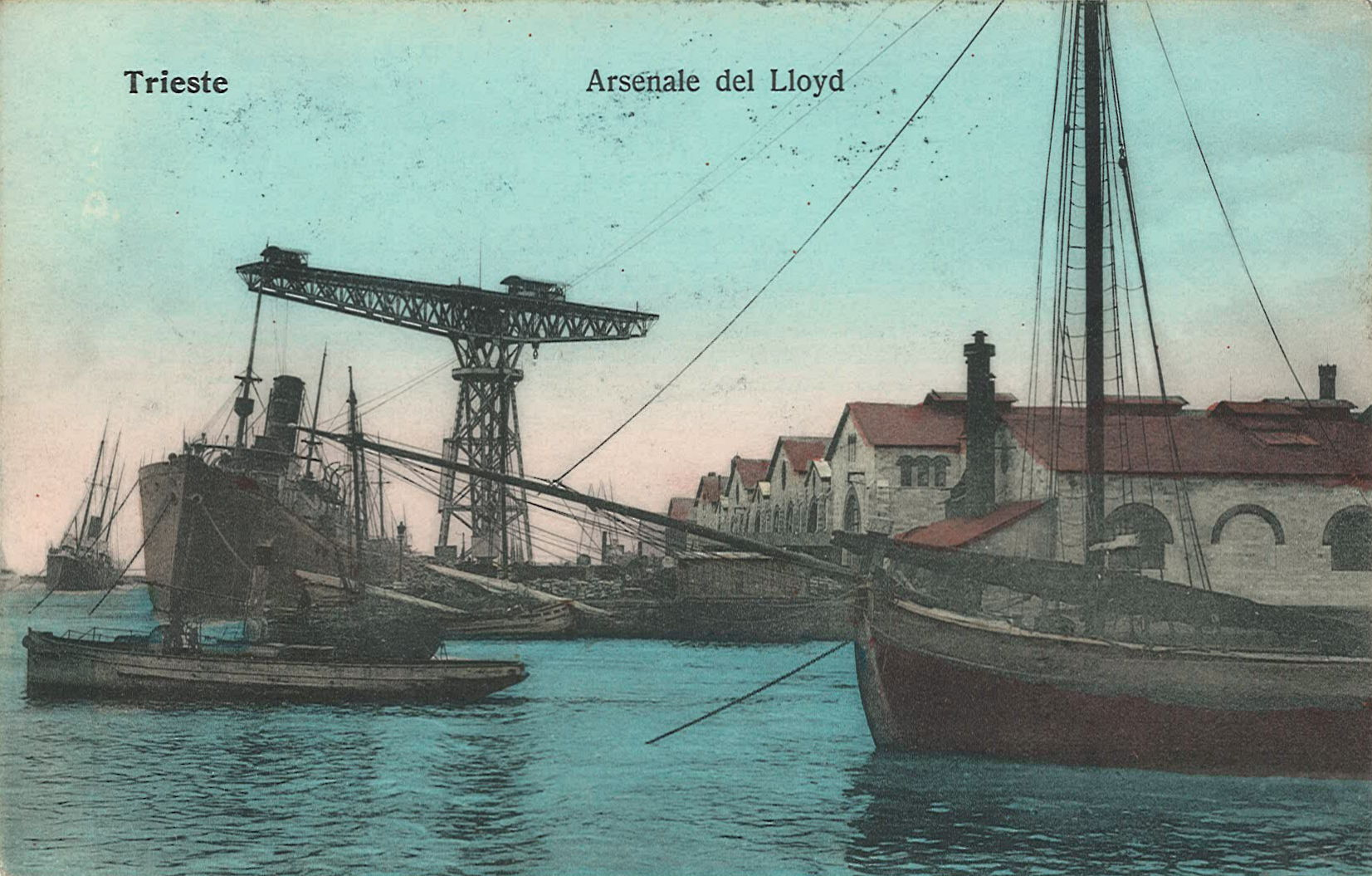
Lloydarsenal mit dem Werftkran (Postkarte um 1907)

Das Arsenal, auf dem je nach Bedarf zwischen 1200 und 3000 Beschäftigte tätig waren, entwickelte sich zu einem enormen wirtschaftlichen Faktor für Triest. Es umfasste neben großen Werkstätten auch ein Trockendock und eine 241 Meter lange Helling zum Neubau von Schiffen.
- Haupteingang

Der Haupteingang ist als viergeschossiger Turm mit zwei seitlichen Anbauten ausgeführt. Auf den Anbauten thronen 4 Löwenplastiken, die von dem Triester Bildhauer Giuseppe Capolino geschaffen wurden.
- Administrationsgebäude

Hinter dem Haupteingang befindet sich das prächtige, bis zu vier Geschosse hohe Administrationsgebäude. In diesem befanden sich die Kanzleien und Wohnungen für den Schiff- und Maschinenbau-Direktor sowie einen Administrator.
- Slip und Trockendock

Für die Schiffswerft wurde eine Abteilung mit Stapeln für 6 Schiffe und eine dampfbetriebene Slipanlage sowie ein unter Verwendung von Santorinerde errichtetes Trockendock installiert.
- Werkhallen

Um die maschinentechnische und sonstige Ausrüstung der Schiffe zu gewährleisten, wurden auf dem Werftgelände sämtliche Gewerke, wie eine Schlosserei, Schmiede, Tischlerei, Segelmacherei, Malerabteilung, angesiedelt. Für die Metallver- und -bearbeitung waren eine Gießerei eingerichtet worden sowie Dreh- und Hobelbänke und Bohrmaschinen aufgestellt. An der Meeresseite des Lloydarsenal war ein großer Kran zum Versetzen der Kessel und Maschinenteile aufgestellt.

## Bedeutende Schiffsneubauten (Auswahl)
Das erste vollständig im Lloydarsenal konstruierte und fertiggestellte Schiff war der hölzerne Raddampfer Egitto, der im Jahr 1863 in Dienst gestellt wurde. Der erste Schraubendampfer, die SS Austria (II), lief am 11. März 1865 vom Stapel. Es war das erste komplett aus Eisen und inländischen Materialien gebaute Schiff und mit rund 1700 Tonnen das bisher größte Schiff der Reederei. Zum 50-jährigen Jubiläums der Dampfschifffahrts-Gesellschaft konnte am 27. September 1886 der Stapellauf des dreimastigen Dampfschiffs Imperator im Rahmen eines Volksfests gefeiert werden. Auch zum nächsten und letzten Jubiläum des ÖL, 1911, wurde auf der Werft mit der Ablieferung der Wien (III) ein bedeutender Schiffsneubau abgeschlossen. Sie war mit 7.357 BRT und einer Leistung von 10.000 PS (7.355 kW) das bis dahin größte und leistungsstärkste Schiff Österreichs.

## Beendigung des Schiffsneubaus

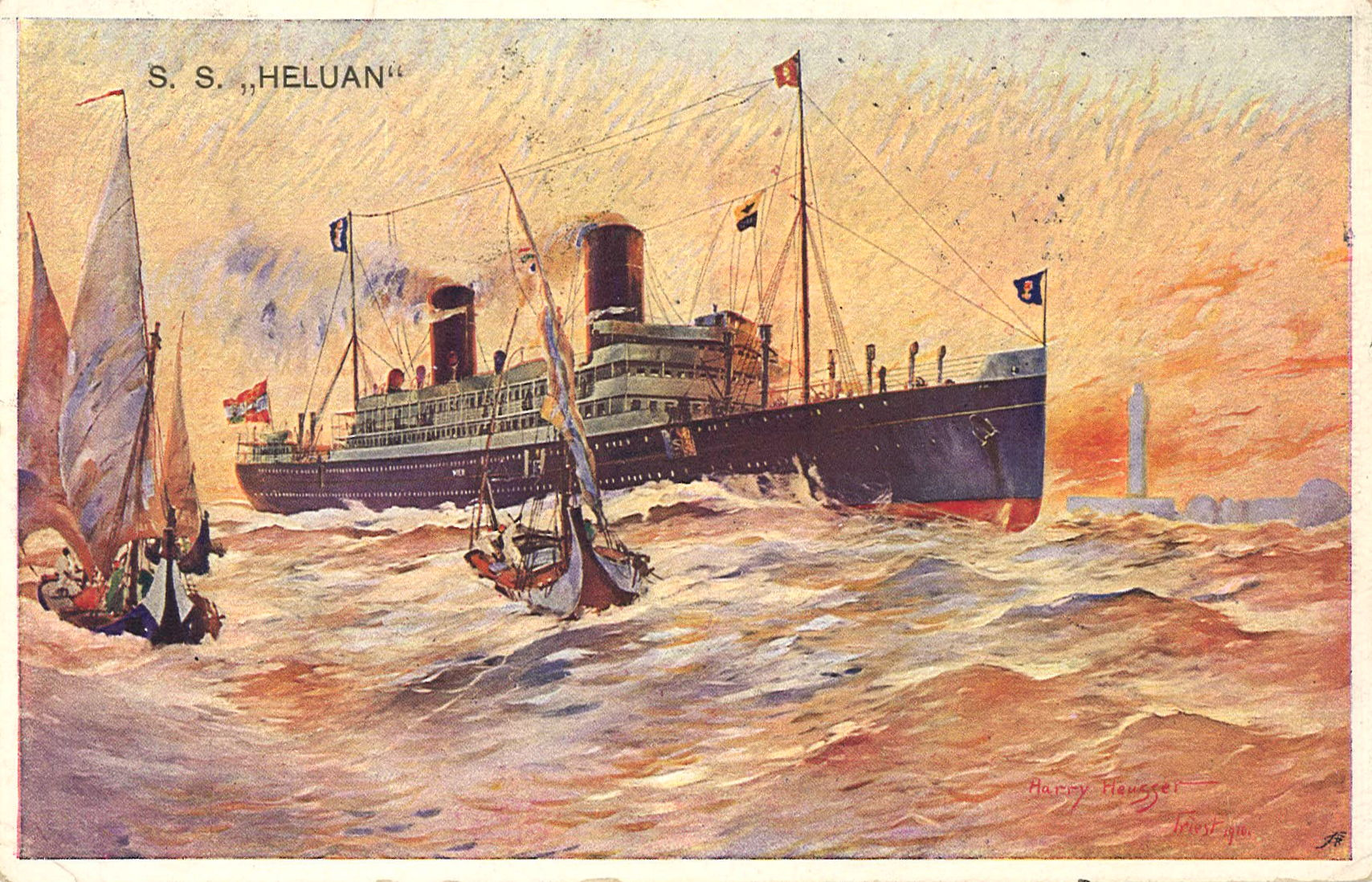
SS Helouan (1912), Postkarte von Harry Heusser

Auf längere Sicht hatte sich eine gemeinsame Führung von Reederei und Werftbetrieb unter einem Firmendach als nicht hinreichend effektiv herausgestellt. Diese Unternehmenskonstruktion, die auch international für Großreedereien unüblich war, hatte den Lloyd mit Mehrkosten und nicht geringem Verwaltungsaufwand belastet.
So wurde am Beginn des 20. Jahrhunderts das Lloydarsenal von der Werft San Rocco und dem Stabilimento Tecnico Triestino im Muggia überholt. Deshalb schloss der ÖL 1911 seine Konstruktionsabteilung und reduzierte die Größe des Arsenals auf weniger als ein Drittel. Als letztes Schiff verließ das Schwesterschiff der Wien, die Helouan, am 19. Januar 1912  die Werft. Im gleichen Jahr wurde noch das Schiff Abbazia an den ÖL abgeliefert, mit welchem eine Klasse von sechs 3.800 Tonnen schweren Liniendampfern abgeschlossen wurde (Linz, Meran, Karlsbad, Gastein, Stambul, Abbazia).
Die Wiener Zeitung berichtet am 24. März 1912: Das Lloydarsenal hat mit insgesamt 125 Schiffen mehr als die Hälfte aller bis dahin 215 Lloyd-Schiffe geliefert.
Insgesamt hat der ÖL 84 Dampfschiffe im Lloydarsenal herstellen lassen, vor allem Liniendampfer in verschiedenen Größen, aber auch Hafenschlepper.
Die künftige Tätigkeit des Lloydarsenals beschränkte sich wieder auf die bloße Reparatur und Überholung der Lloydschiffe unter Benutzung des Trockendocks. Die Schiffsbauaktivitäten wurden auf eine neue Aktiengesellschaft mit einem Grundkapital von 5 Millionen Kronen übertragen, an der der ÖL und das Stabilimento tecnico, dessen Schiffswerft in San Rocco als Werftstandort in das Unternehmen eingebracht wurde, zu gleichen Teilen beteiligt waren. Die neue Aktiengesellschaft sollte die für den Lloyd erforderlichen Schiffsneubauten liefern und darüber hinaus den allgemeinen Markt bedienen. Ein kleiner Teil des Arsenalgeländes wurde vom Stabilimento Tecnico Triestino übernommen, der weitaus größere Teil wurde vom Staat zur Erweiterung des noch heute in Betrieb befindlichen Kaiser-Franz-Josefs-Hafens (porto nuovo) erworben.